# Max Cresswell
Max John Cresswell (* 19. November 1939 in Wellington; † 22. September 2024) war ein neuseeländischer Philosoph und Logiker.
Er beschäftigte sich insbesondere mit der Philosophie der Logik, Modallogik und formaler Semantik. Daneben hat Cresswell auch zur Philosophie der Antike, zu Logik des 19. Jahrhunderts und zu John Locke veröffentlicht. Überragende Bedeutung erlangte das Lehrbuch Einführung in die Modallogik (An Introduction to Modal Logic, London, Methuen, 1968, dt. 1978), das er gemeinsam mit seinem früheren Lehrer und Kollegen George Edward Hughes verfasste. Die Introduction war eines der ersten modernen Lehrbücher auf diesem Gebiet und hat wesentlich zu seiner akademischen Verbreitung beigetragen. Als Standardwerk wurde es seitdem erst durch seinen Nachfolger A New Introduction to Modal Logic (ebenfalls mit G.E. Hughes London, Routledge, 1996) abgelöst. Cresswell war bis zu seiner Emeritierung im Jahr 2001 lange Jahre Lehrstuhlinhaber an der Victoria University of Wellington, unterbrochen durch zahlreiche Gastprofessuren im Ausland. Er war Mitglied des Centre for Logic, Language and Computation an der Victoria.

## Akademischer Werdegang
Nach einem MA an der University of New Zealand im Jahr 1961 erfolgte auf der Basis einer Commonwealth Scholarship ein Promotionsstudium an der University of Manchester, wo er Schüler von Arthur Norman Prior wurde. Er beendete es mit der Erlangung des PhD im Jahr 1964. Nach der Rückkehr nach Neuseeland wurde Creswell lecturer an der Victoria University of Wellington, 1967 zum Senior lecturer, 1972 reader, und nach dem Erwerb des LitD 1972 schließlich Professor. Es folgten zahlreiche Gastprofessuren und Forschungsaufenthalte auf der Basis von Stipendien im Ausland. 2001 wurde Creswell emeritiert, nahm aber in Folge eine weitere Professur an der University of Auckland (2004–2008) und ab 2009 wieder an der Victoria wahr.

## Veröffentlichungen

### Monografien und Sammelbände
- Mit G.E. Hughes, An Introduction to Modal Logic, London, Methuen, 1968, dt.: Einführung in die Modallogik. Berlin, New York : de Gruyter, 1978
- Logics and Languages, London, Methuen, 1973, dt.: Die Sprachen der Logik und die Logik der Sprache, Berlin, New York : de Gruyter, 1979
- Mit G.E. Hughes, A Companion to Modal Logic, London, Methuen, 1984
- Structured Meanings: The Semantics of Propositional Attitudes, Bradford Books/MIT Press, 1985
- Adverbial Modification, Dordrecht, Reidel, 1985
- Semantical Essays: Possible Worlds and Their Rivals, Dordrecht, Kluwer Academic Publishers, 1988
- Entities and Indices, Dordrecht, Kluwer, 1990
- Language in the World, Cambridge, Cambridge University Press, 1994
- Semantic Indexicality, Dordrecht, Kluwer, 1996
- Mit G.E. Hughes, A New Introduction to Modal Logic, London, Routledge, 1996

### Aufsätze (Auswahl)

#### Logik
- The interpretation of some Lewis systems of modal logic. Australasian Journal of Philosophy
- Vol 45, 1967, S. 198–206.
- Mit G.E. Hughes, Omnitemporal logic and converging time. Theoria Vol 61, 1975, S. 11–34.
- Necessity and contingency. Studia Logica Vol 47, 1988, S. 145–149.
- Incompleteness and the Barcan Formula. Journal of Philosophical Logic Vol 24, 1995, S. 379–403.
- Some incompletable modal predicate logics. Logique et Analyse No 160, 1997, S. 321–334.
- How to complete some modal predicate logics. Advances in Modal Logic, Vol 2, (ed M. Zakharyaschev, K. Segerberg, M. de Rijke and H. Wansing.), CSLI Publications, 2001, S. 155–178.
- Possibility semantics for intuitionist logic. Australasian Journal of Logic. Vol 2, 2004, S. 11–29.
- Temporal reference in linear tense logic. Journal of Philosophical Logic. 2010, doi:10.1007/s10992-009-9122-x

#### Metaphysik & Philosophie der Logik
- The semantics of degree. Montague Grammar (B.H. Partee ed.), Academic Press, New York, 1976, S. 261–292.
- Categorial languages. Studia Logica Vol 36, 1977, S. 257–269.
- Semantic competence. Meaning and Translation (F. Guenthner and M. Guenthner-Reutter, eds), Duckworth, 1978, S. 9‑27.
- Prepositions and points of view. Linguistics and Philosophy. Vol 2, 1978, S. 1–41.
- Modality and Mellor’s McTaggart. Studia Logica. Vol 49, 1990, S. 163–170.
- In defence of the Barcan Formula, Logique et Analyse. no 135-136, 1991, S. 271–282.
- Why propositions have no structure. Nous. Vol 36, 2002, S. 643–662.
- Static semantics for dynamic discourse. Linguistics and Philosophy. Vol 25, 2002, S. 545–571.
- Adequacy conditions for counterpart theory. Australasian Journal of Philosophy. Vol 82, 2004, S. 28–41.
- Formal semantics. The Blackwell Guide to the Philosophy of Language, ed. M. Devitt and R. Hanley. Oxford, Blackwell Publishing, 2006, S. 131–146.
- The Prior future, Logique et Analyse, No 199, 2007, (ed. M.J. Cresswell with A .A. Rini) Time and Modality: 50 Years on, S. 289–302.
- Does every proposition have a unique contradictory? Analysis, Vol 68, 2008, S. 112–114.

#### Philosophiegeschichte
- Is there one or are there many one and many problems in Plato? The Philosophical Quarterly Vol 22, 1972, S. 149–154
- What is Aristotle’s theory of universals? Australasian Journal of Philosophy Vol 53, 1975, S. 238–247
- Reality as experience in F.H. Bradley. Australasian Journal of Philosophy Vol 55, 1977, S. 169–188
- Aristotle’s Phaedo. Australasian Journal of Philosophy Vol 65, 1987, S. 131–155
- All things being particulars. Locke Studies Vol 2, 2002, S. 19–51
- Non-contradiction and substantial predication. Theoria, 69 (2004), 166-183.
- Legitimizing force: A Lockean account. Armed Forces and Society, 30 (2004), 629-648.